# Јерсбек
Јерсбек (њем. Jersbek) општина је у њемачкој савезној држави Шлезвиг-Холштајн. Једно је од 55 општинских средишта округа Штормарн. Према процјени из 2010. у општини је живјело 1.784 становника. Посједује регионалну шифру (AGS) 1062036.

## Географски и демографски подаци
Јерсбек се налази у савезној држави Шлезвиг-Холштајн у округу Штормарн. Општина се налази на надморској висини од 20 – 55 метара. Површина општине износи 17,9 km². У самом мјесту је, према процјени из 2010. године, живјело 1.784 становника. Просјечна густина становништва износи 100 становника/km².

## Међународна сарадња
| Мјесто | Држава    | Врста сарадње | Од    |
| ------ | --------- | ------------- | ----- |
|        | Пољска    | партнерство   | 2001. |
|        | Француска | партнерство   | 1969. |
| Извор  |           |               |       |